# Cabo Pelayo
Das Cabo Pelayo ist ein Kap am südlichen Ende Pelseneer-Insel in der Wilhelmina Bay an der Danco-Küste des Grahamlands auf der Antarktischen Halbinsel.
Argentinische Wissenschaftler benannten es. Der weitere Benennungshintergrund ist nicht überliefert.